# Holica (1617 m)
Holica (1617 m) –  szczyt we wschodniej części Niżnych Tatr na Słowacji. Znajduje się w północnym grzbiecie szczytu Orlová, opadającym do Doliny Zdziarskiej (Ždiarska dolina). Grzbiet ten oddziela doliny dwóch potoków: Stanikov potok i Holičná.
Holica znajduje się w granicach Parku Narodowego Niżne Tatry. Zbocza porasta las, w niektórych miejscach sterczą w nich skały. Na grzbiecie między szczytami Orlová i Holica znajdowała się dawniej hala. Po utworzeniu parku narodowego i zaprzestaniu pasterstwa hala zarasta lasem i kosodrzewiną.

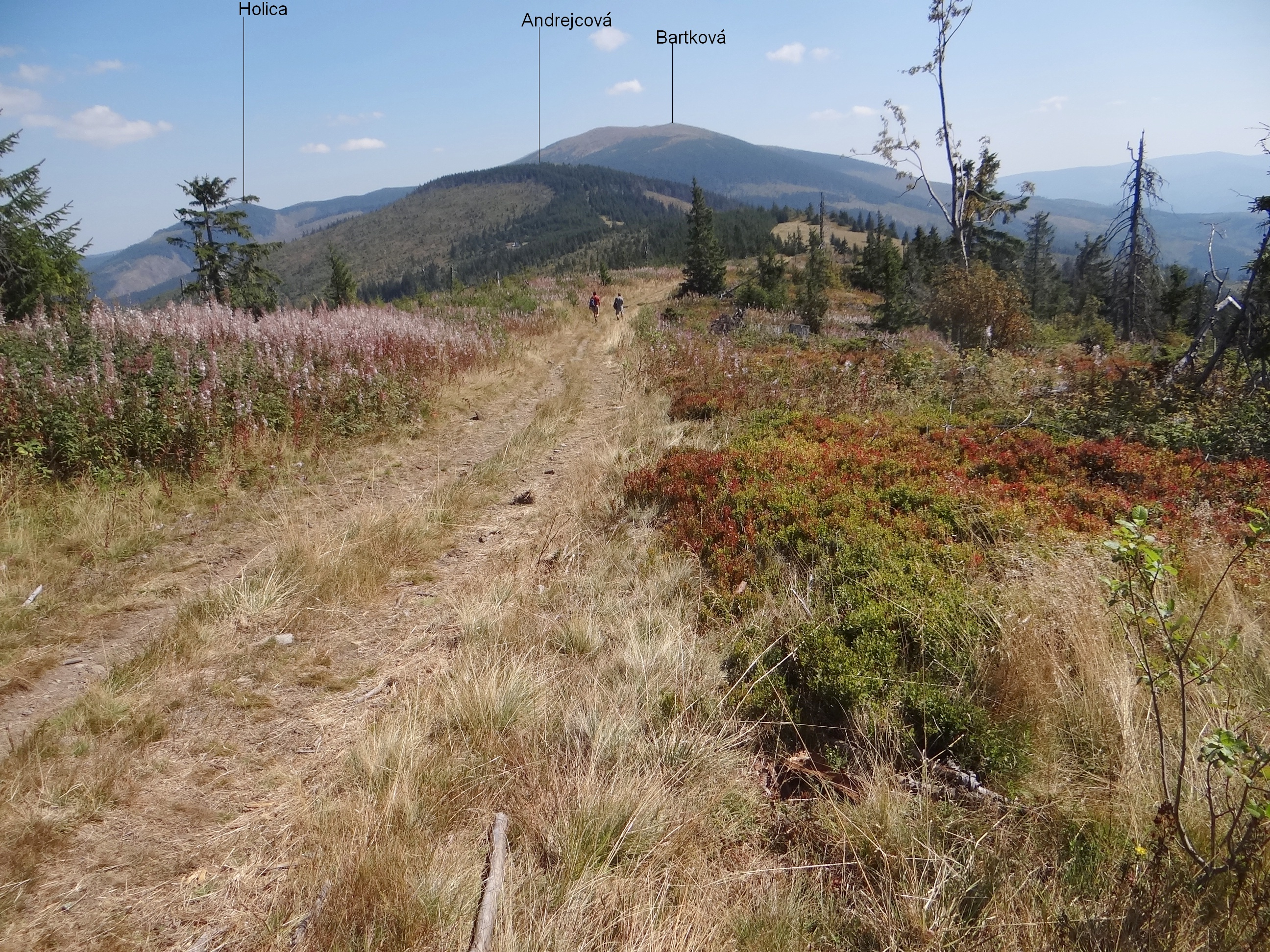
Widok z głównego grzbietu Niżnych Tatr